# اورال (شهرستان کوشنارنکوفسکی، باشقیرستان)
اورال (انگلیسی: Ural, Kushnarenkovsky District, Republic of Bashkortostan) یک شهرک در شهرستان کوشنارنکوفسکی جمهوری باشقیرستان در کشور روسیه است.